# Fibula praenestina

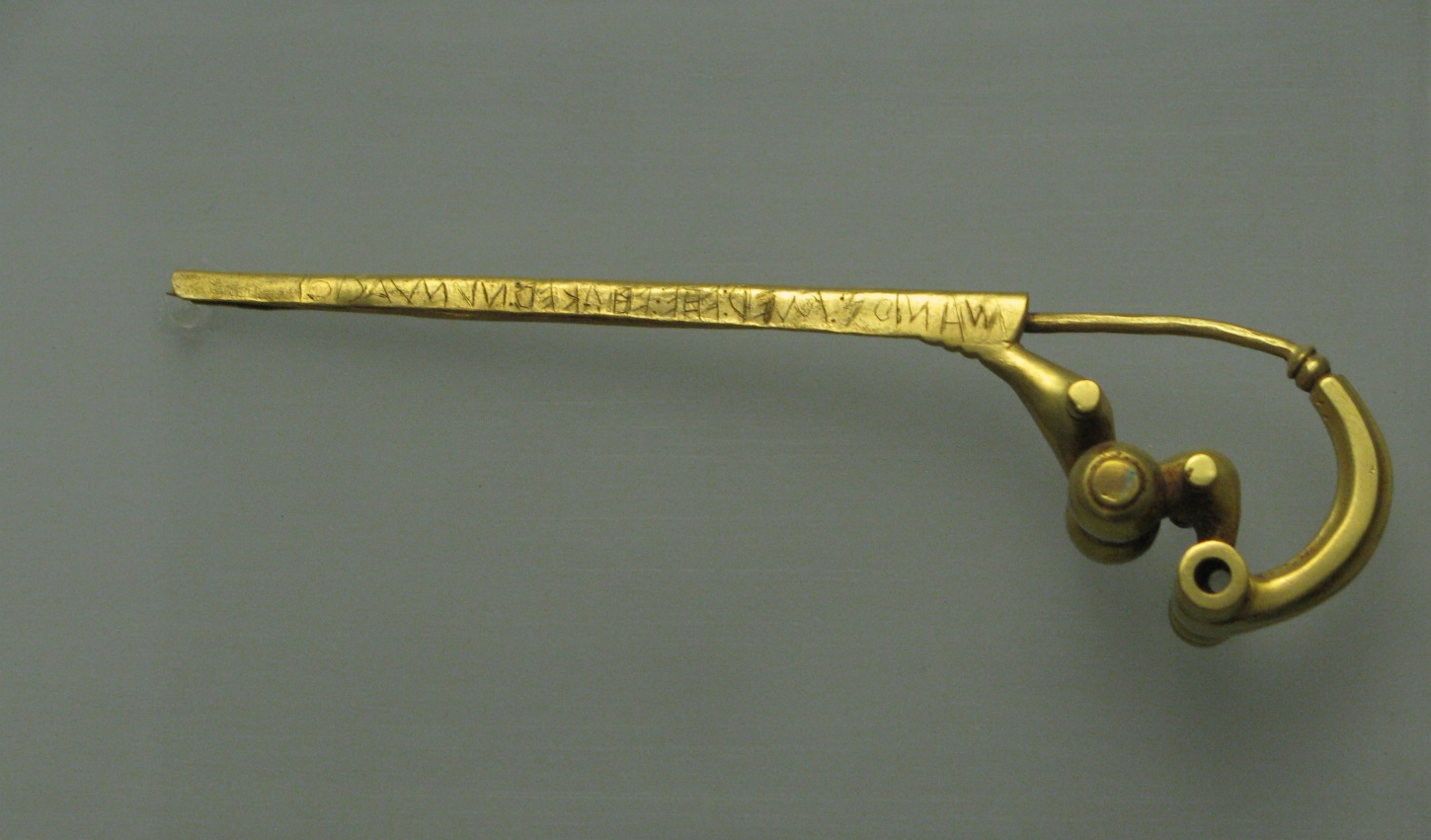
De Fibula praenestina

De Fibula praenestina (de fibula van Praeneste) is een gouden broche waarvan aangenomen wordt dat die de oudste bewaarde inscriptie in het Latijn bevat. Lange tijd werd de inscriptie (niet de fibula) door de meeste geleerden als vervalsing gezien.
De fibula werd ontdekt in de Italiaanse stad Palestrina, in de oudheid Praeneste genoemd, en wordt nu bewaard in het Museo Preistorico Etnografico Luigi Pigorini in Rome. De broche werd geacht uit de 7e eeuw v.Chr. te stammen. Hij is beschreven met de Oudlatijnse tekst:
MANIOS MED FHE FHAKED NVMASIOI
wat in het klassieke Latijn is:
MANIVS ME FECIT NVMERIO
In het Nederlands:
Manius maakte me voor Numerius
Na de inscriptie op de Fibula praenestina zijn de Duenos-inscriptie en de inscriptie op de Lapis Niger, die waarschijnlijk uit de 6e eeuw v.Chr. stammen, de oudste bewaarde Latijnse teksten.

## Vervalsingstheorie

De inscriptie op de Fibula praenestina, van rechts naar links te lezen.

Het was voornamelijk Margherita Guarducci, een vooraanstaande epigrafiste, die in 1979 betoogde dat de inscriptie een vervalsing was door Franscesco Martinetti, een kunsthandelaar, en de archeoloog die de Fibula voor het eerst presenteerde, Wolfgang Helbig. Het ging hier volgens haar louter om een vervalsing om de carrière van deze twee mannen vooruit te helpen.
Argumenten die zij hier voor aanhaalde waren bijvoorbeeld de late bekendmaking van de vondst (in 1887, 16 jaar nadat hij gevonden was) en de eigenaardige Latijnse vormen en schrijfwijze waaruit de inscriptie bestaat (daarnaast bijvoorbeeld ook de verwantschap tussen FHAKED en Faked, het Engelse woord voor vervalst).

## Bewezen authenticiteit
In 1983 publiceerde Catherine Trümpy al een artikel waar zij deze vervalsingstheorie in twijfel trekt. Tegenargumenten die zij aanhaalde waren onder andere het feit dat er parallelle vondsten zijn gedaan, gerelateerd aan het "vreemde" Latijnse schrift dat op de speld staat, die pas ontdekt werden na de bekendmaking in 1887. De authenticiteit werd hierdoor echter nog niet algemeen aanvaard.
Bewijs ten gunste van de echtheid van de inscriptie kwam pas in 2009 van een Etruskische inscriptie uit dezelfde periode. De lange inscriptie gekrast op een Etrusco-Korinthische aryballos toont een Nomen gentile Numasiana. Daarmee lijkt de echtheid bevestigd van de naam Numasioi op de Fibula Praenestina, die tot die tijd als verdacht werd beschouwd.
Recent onderzoek uit 2011 stelde Italiaanse wetenschappers in staat om nog kleinere oppervlaktes te analyseren op hun fysische en chemische eigenschappen dan voorheen mogelijk was, en leverde het uiteindelijke bewijs dat de inscriptie authentiek is. Waarnemingen van de inscriptiegroeven met de rasterelektronenmicroscoop lieten zien dat zich microkristallijn gevormd had op het goudoppervlak in de groef: een natuurlijk verschijnsel dat ontstaat in de loop van eeuwen. De opschriften van de Fibula Praenestina konden dus niet door een 19e-eeuws vervalser zijn ingekerfd.